# 馬下駅
馬下駅（まおろしえき）は、新潟県五泉市大字馬下にある、東日本旅客鉄道（JR東日本）磐越西線の駅である。

## 歴史
- 1910年（明治43年）10月25日[1]：鉄道院信越線支線・新津駅 - 当駅間開業の際に開設[3]。
- 1913年（大正2年）6月1日：同・当駅 - 津川駅間が延伸開業[3]。
- 1914年（大正3年）11月1日：全線開業にともない、岩越線の駅となる[3]。
- 1917年（大正6年）10月10日：線名改称にともない、磐越西線の駅となる[4]。
- 1973年（昭和48年）9月1日：貨物の取り扱いを廃止[5]。
- 1983年（昭和58年）
  - 2月28日：無人化[6]。荷物の扱いを廃止[5]。
  - 3月20日：北口（裏口）の使用を開始[7]。
- 1987年（昭和62年）4月1日：国鉄分割民営化により、JR東日本の駅となる[5][8]。
- 2014年（平成26年）3月15日：同日のダイヤ改正で馬下 - 五泉間の昼間1往復が減便となり、代わって時間帯が近接する下りの快速「あがの」も停車するようになった。

## 駅構造
単式ホーム1面1線と島式ホーム1面2線、合計2面3線のホームを持つ地上駅である。互いのホームは跨線橋で連絡している。
新津駅管理の無人駅となっている。乗車駅証明書発行機が設置されている。駅舎は待合室の機能のみ。
1980年代ごろまでは開業当時の駅舎が残っていた。

### のりば
| 番線 | 路線      | 方向 | 行先               | 備考     |
| ---- | --------- | ---- | ------------------ | -------- |
| 1    | ■磐越西線 | 下り | 新津・新潟方面     |          |
| 2    | ■磐越西線 | 上り | 津川・会津若松方面 |          |
| 3    | ■磐越西線 | 下り | 新津・新潟方面     | 当駅始発 |

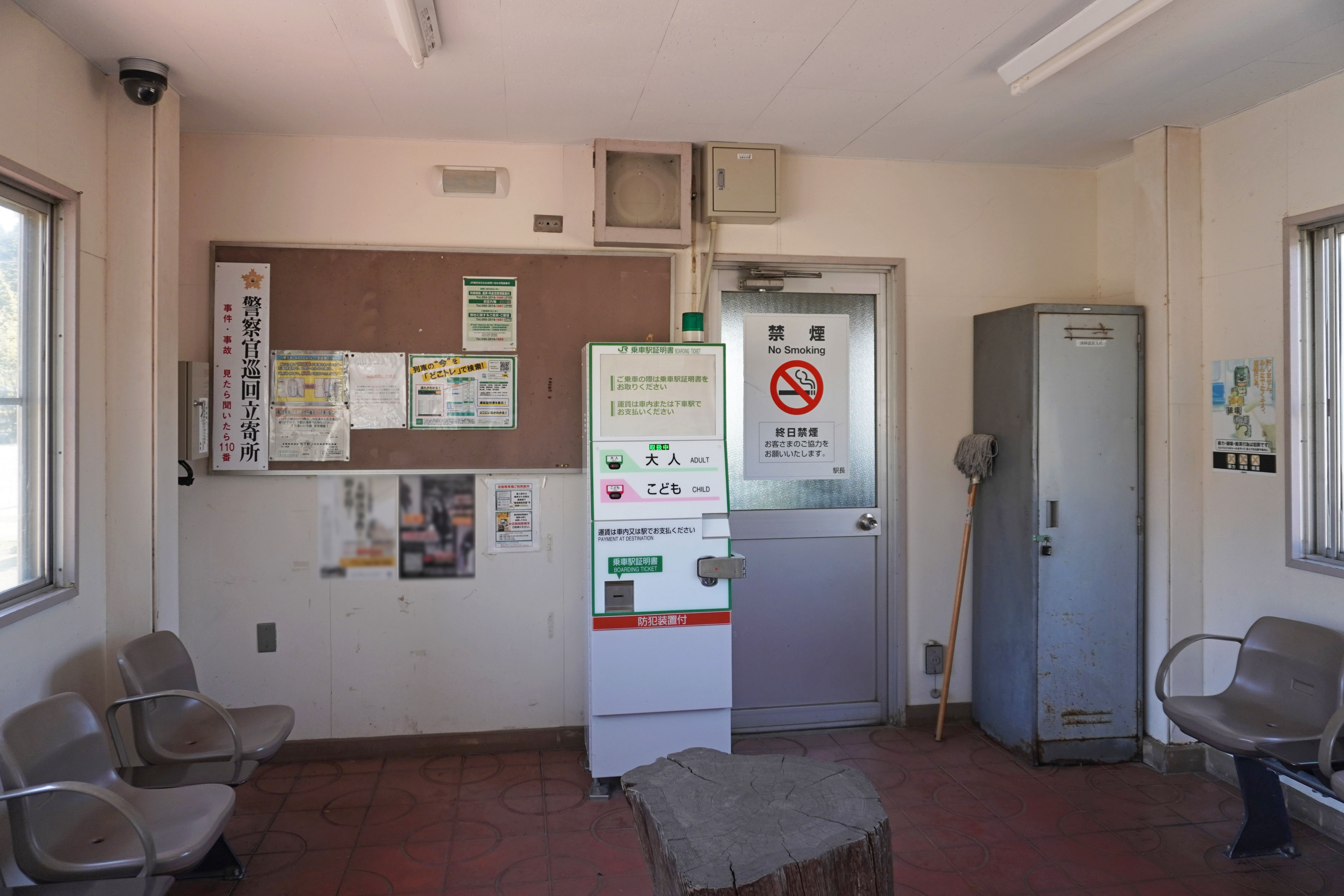
待合室（2023年4月）
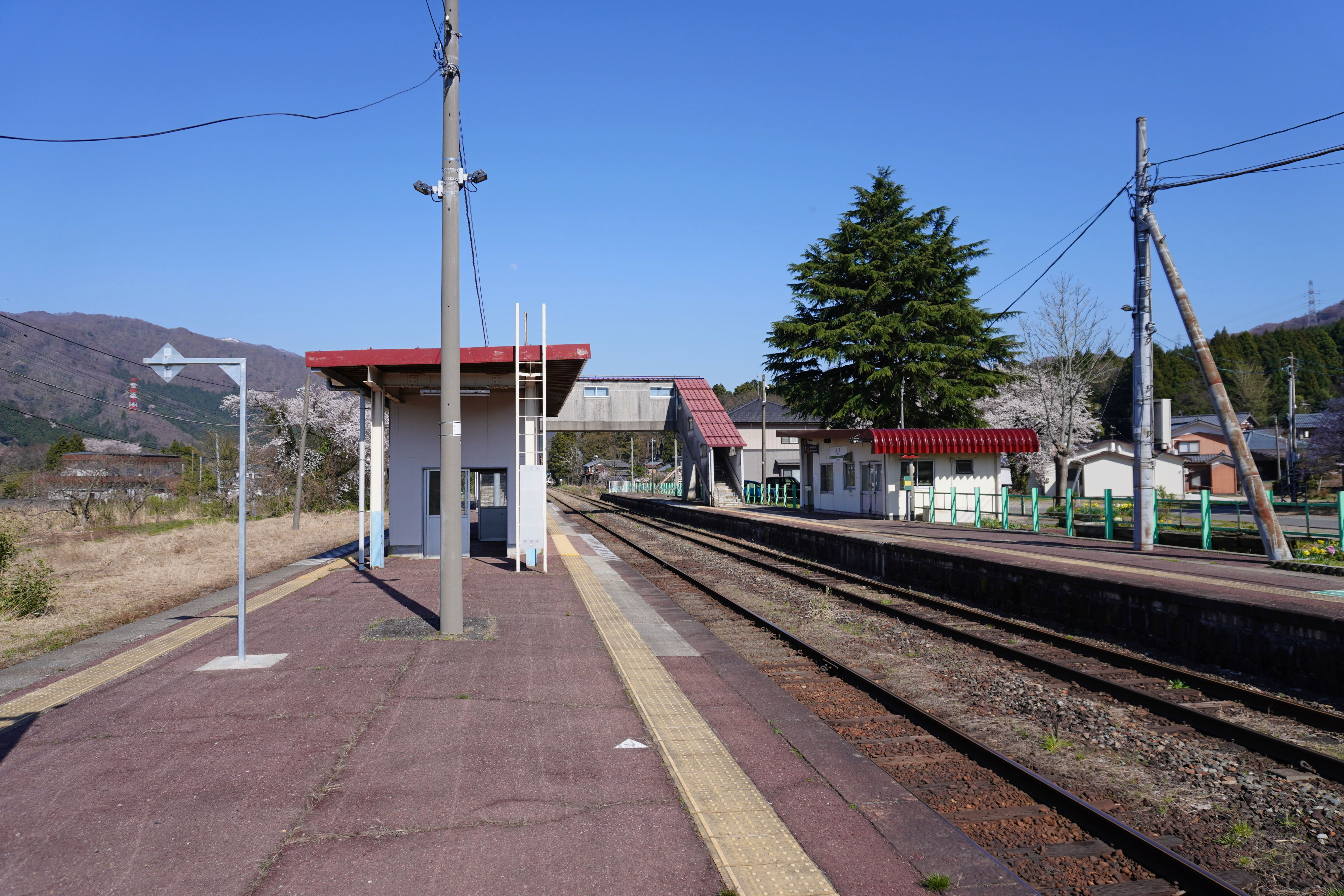
ホーム（2023年4月）
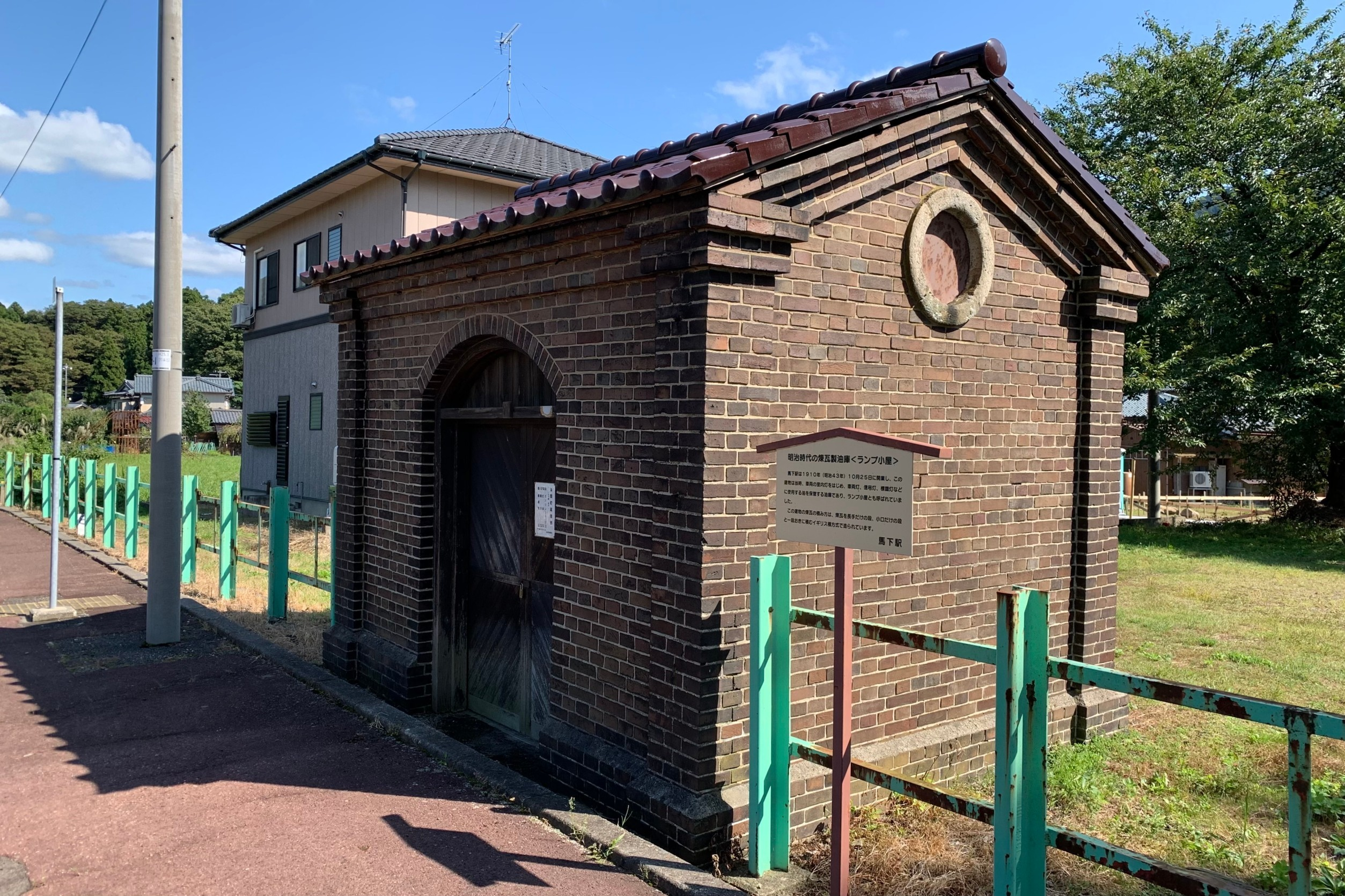
ランプ小屋（2021年9月）

## 駅周辺
周辺は馬下集落。駅前右手に喫茶店がある。
駅前のヒマラヤスギは1970年（昭和45年）の開業60周年に植えられたものである。
- 馬下郵便局
- 五泉警察署馬下駐在所
- 五泉市馬下保健センター
- まおろしの郷特別養護老人ホーム
- 菅名の里特別老人ホーム
- 新潟県道134号馬下停車場線
- 国道290号
  - 馬下橋
- 小山田ヒガンザクラ樹林（国の天然記念物）

## バス路線
周辺に定路線型のバス路線は存在しないが、五泉市全域をエリアとするデマンド交通「ごせん乗合タクシー さくら号」が利用できる。

## 隣の駅
東日本旅客鉄道（JR東日本）
■磐越西線
■快速（下りのみ運転）
馬下駅 → 猿和田駅
■普通
咲花駅 - 馬下駅 - 猿和田駅